# LEW EL21
EL21 – lokomotywa elektryczna produkowana w latach 1981-1986 dla kolei przemysłowych. Wyprodukowano 268 elektrowozów przemysłowych wyeksportowanych do radzieckich kolei górniczych.